# NGC 3885
NGC 3855 est une vaste galaxie spirale barrée relativement éloignée et située dans la constellation de la Grande Ourse. NGC 3855 a été découverte par l'astronome prussien Heinrich d'Arrest en 1864. Cette galaxie a aussi été observée par l'astronome français Stéphane Javelle le 11 juin 1896 et elle a été inscrite à l'Index Catalogue sous la cote IC 2953.

## Caractéristiques
La classe de luminosité de NGC 3855 est II. Selon la base de données Simbad, NGC 3855 est une galaxie LINER, c'est-à-dire une galaxie dont le noyau présente un spectre d'émission caractérisé par de larges raies d'atomes faiblement ionisés.

### Distance
Sa vitesse par rapport au fond diffus cosmologique est de 9 592 ± 20 km/s, ce qui correspond à une distance de Hubble de 141,5 ± 9,9 Mpc (∼462 millions d'al).

### Brillance de surface
En raison d'une brillance de surface égale à 14,08 mag/am2, on peut qualifier NGC 3855 de galaxie à faible brillance de surface (LSB en anglais pour low surface brightness). Les galaxies LSB sont des galaxies diffuses (D) avec une brillance de surface inférieure de moins d'une magnitude à celle du ciel nocturne ambiant.

### Galaxie active
NGC 3885 est une galaxie à noyau actif (AGN)

## Morphologie
La présence d'un anneau entourant le bulbe (r) et d'un pseudo-anneau (R') autour de la galaxie sont clairement visibles sur l'image obtenue des données de l'étude SDSS.
Eskridge, Frogel et Pogge ont publié un article en 2002 décrivant la morphologie de 205 galaxies spirales ou lenticulaires rapprochées. Les observations ont été réalisées dans la bande H de l'infrarouge et dans la bande B (le bleu). Selon Eskridge et ses collègues, NGC 3885 est de type Sa? pec dans la bande B et S0/a dans la bande H. Le bulbe de NGC 3885 et brillant et très elliptique. Il est possiblement traversé par une barre. À une brillance de surface inférieure, le bulbe devient carré. Des caractéristiques spiralées trapues dépassent les coin nord-ouest et sud-est du bulbe, mais elles disparaissent très rapidement. À une faible brillance de surface, un disque s'étend à partir du bulbe et présente des caractéristiques pâles et inégales qui pourraient être des morceaux de structures du bras. Il n'existe aucun signe de formation d'étoiles dans cette galaxie.